# Sfida all'ultimo sangue
Sfida all'ultimo sangue (Last of the Wild Horses) è un film del 1948 diretto da Robert L. Lippert.
È un western statunitense ambientato in Oregon con James Ellison, Mary Beth Hughes e Jane Frazee.

## Produzione
Il film, diretto da Robert L. Lippert (al suo primo film da regista) su una sceneggiatura di Jack Harvey, fu prodotto da Carl K. Hittleman per la Screen Guild Productions (accreditata come Lippert Pictures) e girato a Jacksonville, a Medford e a Rogue River Valley, Oregon, da metà agosto all'inizio di settembre 1948.

## Distribuzione
Il film fu distribuito con il titolo Last of the Wild Horses negli Stati Uniti dal 27 dicembre 1948 al cinema dalla Screen Guild Productions.
Altre distribuzioni:
- in Danimarca il 22 gennaio 1951 (Den maskerede prærierytter)
- in Austria nel settembre del 1952 (Pferdediebe am Missouri)
- in Germania Ovest il 5 settembre 1952 (Pferdediebe am Missouri)
- in Brasile (Desfiladeiro da Morte)
- in Spagna (El rancho de los misterios)
- in Grecia (O satanas tou dasous)
- in Italia (Sfida all'ultimo sangue)

## Promozione
Le tagline sono:
- WILD FURY... WIDE OPEN THRILLS!
- In Glowing SEPIATONE!
- BOLD FURY OF AN OUTLAW LEADER!